# Сделка Джибриля
Сделка Джибриля — обмен заключённых 21 мая 1985 года между правительством Израиля, возглавляемым Шимоном Пересом, и палестинской организацией НФОП-ГК во главе с Ахмадом Джибрилем.

## Ход событий
Летом 1982 года во время Ливанской войны в плен к боевикам НФОП-ГК попало 3 израильских солдата: Хези Шай, Нихим Салем и Йосеф Гроф. Это редкое событие позволило лидеру НФОП-ГК Ахмаду Джибрилю навязать Израилю обменную сделку.
Всего в ходе войны в плену оказалось 8 израильских солдат. Изначально правительство Израиля пыталось вернуть всех пленных в рамках одной сделки. Однако НФОП-ГК отказался участвовать в обмене под эгидой Международного Красного Креста.
Переговоры были трудными. НФОП-ГК признавал наличие лишь двух пленных, а факт захвата Хези Шая отрицал. Его судьба была неизвестна до июня 1984 года; судьба ещё трёх израильских солдат, пропавших без вести в том же бою, остаётся неизвестной по настоящее время.
Лишь 21 мая 1985 года трое пленных были переданы Израилю. В обмен из тюрем вышли 1150 заключённых. Согласно статистике, приводимой аналитиком Института национальных исследований в области безопасности Йорамом Швейцером, из числа освобождённых заключённых у примерно 80 были «руки, обагрённые в крови» (то есть реальное участие в акциях, приведших к смертям и ранениям среди израильтян и граждан других стран). Из израильских тюрем в рамках «сделки Джибриля» были освобождены 550 палестинцев с Западного берега Иордана и из сектора Газа, а также 41 израильский араб и 150 заключённых тюрьмы «Ансар» в Южном Ливане. Ещё 360 заключённых были гражданами других стран и были отправлены к себе на родину. В числе освобождённых заключённых были участник теракта в аэропорту Лода японец Кодзо Окамото, будущий силовой министр ПНА Джибриль Раджуб и идеолог «Хамаса» шейх Ахмед Ясин (вновь арестованный в 1989 году).

## Итоги и последствия
Это событие сделало Джибриля героем сопротивления Израилю и укрепило позиции НФОП-ГК, несмотря на изгнание его ранее из официальных структур Организации освобождения Палестины. Многие из палестинцев, освобождённых в рамках «сделки Джибриля», в дальнейшем играли активную роль в Первой интифаде, другие оказались замешаны в террористической деятельности ещё раньше — уже в декабре 1985 года под суд попал Зияд Абу Эйн, обвиняемый в планировании захвата автобуса с заложниками, а весной 1986 года трое из освобождённых заключённых участвовали в нескольких терактах в Иерусалиме.